# Bramble (Cocktail)

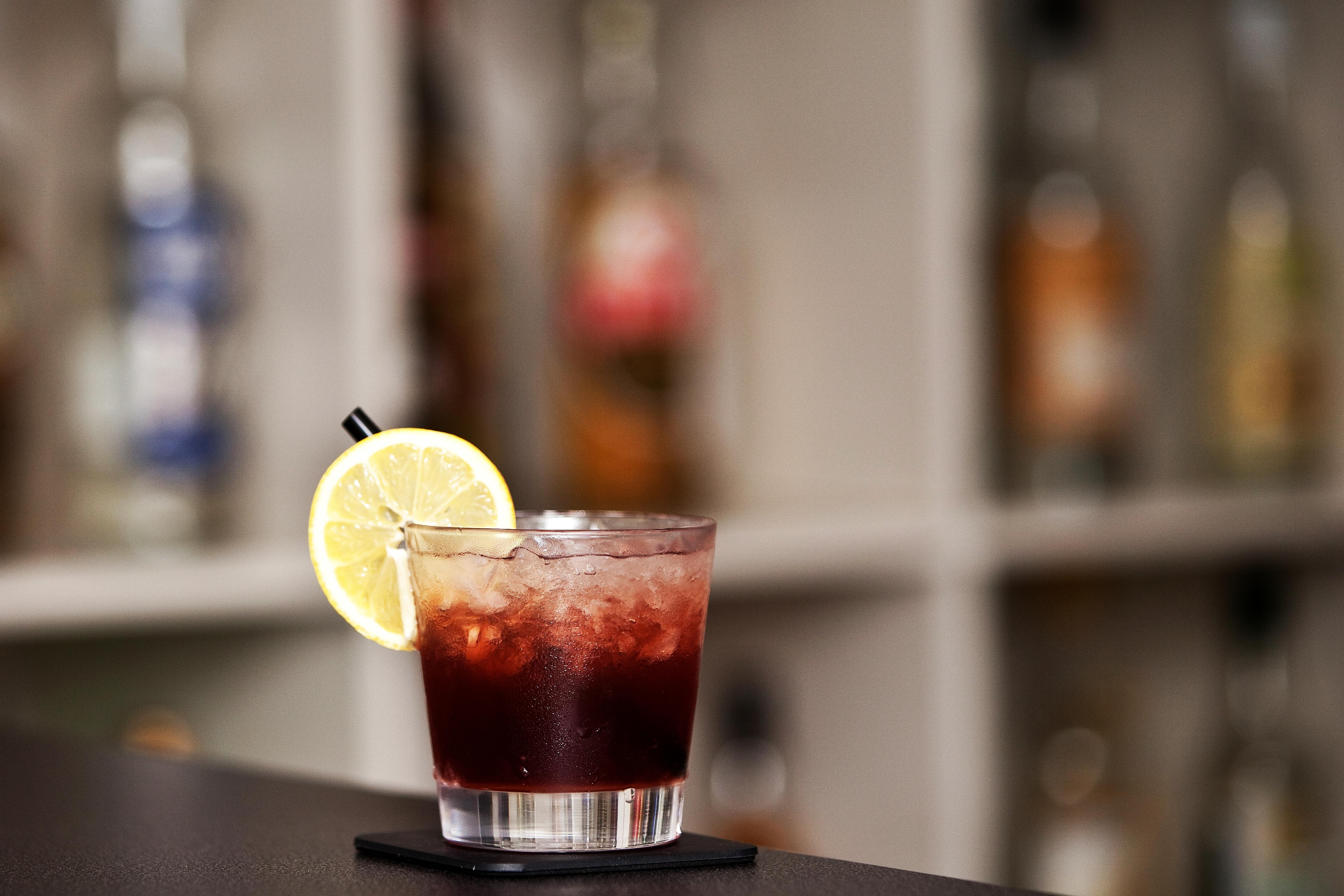
Bramble mit hohem Fruchtanteil

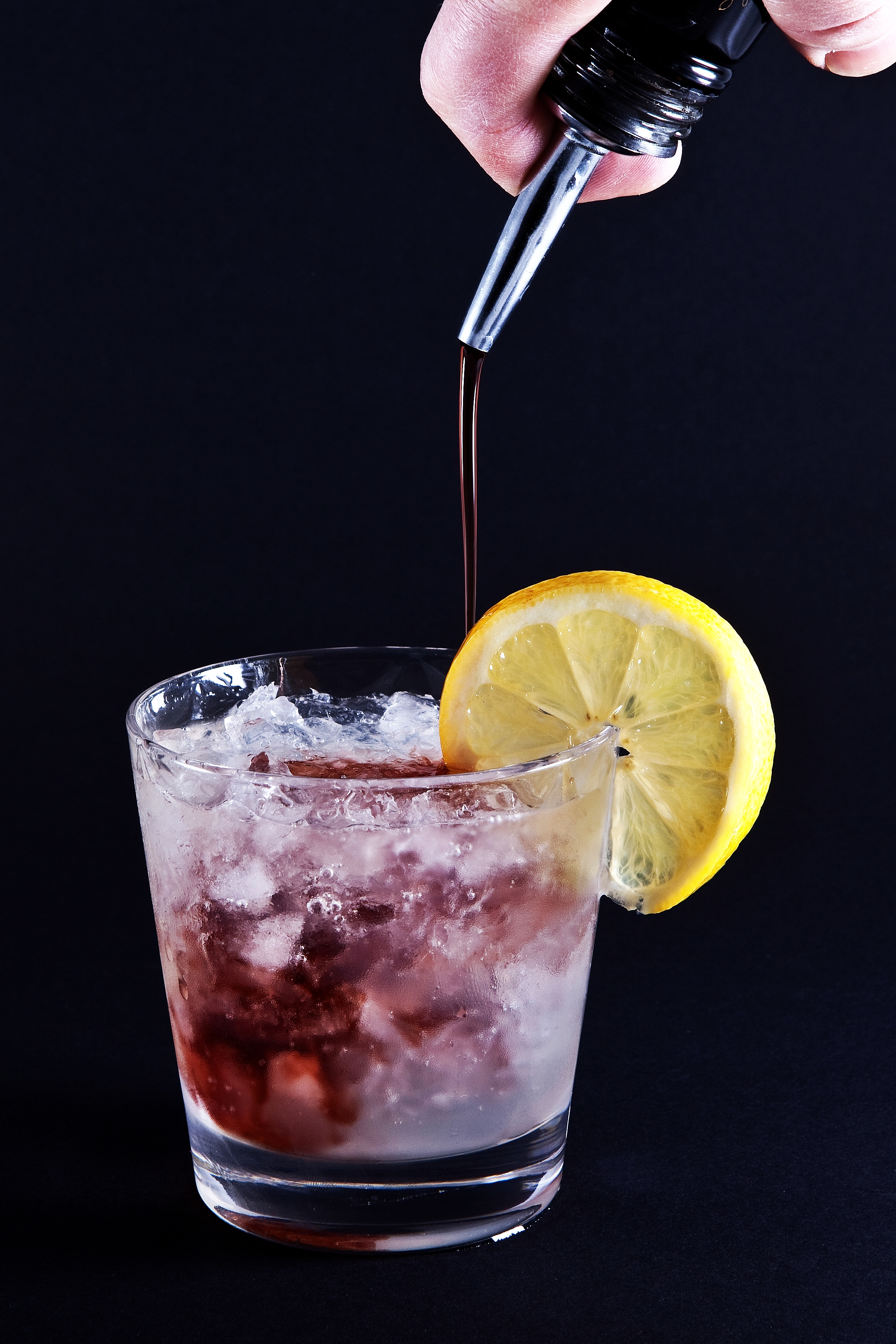
„Float“ des Brombeerlikörs auf den Cocktail über Crushed Ice

Der Bramble (englisch für Brombeere) ist ein Cocktail aus Gin, Zitronensaft, Zuckersirup und dem namensgebenden Brombeerlikör. Er wird auf Eiswürfeln geschüttelt und dann in einem Old-Fashioned-Glas auf Crushed Ice (zerstoßenem Eis) serviert, dekoriert mit einer Zitronenscheibe und einer frischen Brombeere. Der Cocktail gehört zu den Sours, wobei die für diese Drinkgruppe typischen Bestandteile (Spirituose, Zitrussaft, Zucker) hier um den Likör erweitert werden.

## Geschichte
Neben dem Espresso Martini ist der Bramble der wohl bekannteste Drink des britischen Barkeepers Dick Bradsell (1959–2016) und entstand 1984 im Fred’s Club im Londoner Stadtteil Soho. In einem Interview erklärte Bradsell 2011, er sei von einem Singapore Sling ausgegangen und habe seine Version aus Gin, Zitrone, Zucker und Sodawasser – serviert in einem hohen Glas und zum Schluss mit Crème de Mûre (Brombeerlikör) und Bénédictine gefloatet – lediglich vereinfacht in einem kleineren Glas zubereitet und den Bramble damit zu einem „britischen Drink“ mit britischen Zutaten (bis auf die Zitrone) gemacht.
Seinen Siegeszug startete der Drink in England, wo er schon bald auf keiner Karte mehr fehlte, setzte ihn schnell in den USA fort und ist dank des immer noch anhaltenden Gin-Booms auch auf immer mehr deutschen Bar-Menüs zu finden.
2011 nahm die International Bartenders Association (IBA) den Bramble in ihre Liste der offiziellen IBA-Cocktails auf und führt ihn als „all day Cocktail“ (Cocktail für jede Tageszeit) in der Rubrik New Era Drinks (etwa: Drinks des neuen Zeitalters).

## Zubereitung
Es gibt verschiedene Rezepte, die Zubereitung ist aber bei allen gleich: Gin, frisch gepresster Zitronensaft und Zuckersirup werden mit einigen Eiswürfeln im Cocktail-Shaker geschüttelt und über frischem Crushed Ice in einem Old-Fashioned-Glas serviert, darüber wird Crème de Mûre (Brombeerlikör) gegeben („gefloatet“) und mit einer Zitronenscheibe sowie einer frischen Brombeere dekoriert. Die Mengen gibt die International Bartenders Association mit 4 cl Gin, 1 cl Zuckersirup und je 1,5 cl Zitronensaft und Brombeerlikör an. Dick Bradsell mixte den Drink in seinem Interview mit 2 Shots (etwa 6 cl) Gin, 25 ml Zitronensaft, 2 Barlöffeln Zuckersirup und einer nicht näher definierten Menge Brombeerlikör. Drauf aufbauend nennt die Zeitschrift Mixology als Rezeptur „5 cl Dry Gin, 3 cl frischer Zitronensaft, 1,5 cl Zuckersirup und 1 cl Crème de Mûre (Brombeerlikör, ersatzweise Chambord)“.